# 飛鳥流
飛鳥流（あすかりゅう）とは、日本舞踊の流派の一つである。大阪に本部を置いており、西日本（特に岡山県）を中心に展開している。開祖は飛鳥峯王である。また、ソウル五輪の開会式で演じたこともある。

## 資格
資格は上位から家元、師範、名取、上級、中級、初級となっている。尚、このうち家元だけは世襲制が取られている。また、名取以上の資格がない場合、営利・非営利問わず他人に伝授することは禁じられている。名取以上の資格を持っていれば営利活動は基本的に認められているが、飛鳥流の名前を日本舞踊以外に流用した営利活動は禁じられている（それで破門にされた事例も存在する）。

## 問題

### 当主の後継問題
家元は世襲制をとっているが、2022年現在最新の家元も52歳とかなり高齢である。そして、何より問題視されているのは後継者が殆どいないことである。後継者候補は現在1人しかおらず、分家からの当主も検討され始めている。

### 老年化問題
名取の多くが60歳以上の高齢者となっている。これは特に男性に顕著に見られ、男子の名取での最年少は判明している限りは13歳となっているものの、彼以外で未成年男子の名取は1人しか確認されていない。しかしながら彼もほぼ日本舞踊の放棄を決断しており、実質男子最年少の名取は30代となっている。